# 808e compagnie de transmissions
 (janvier 2025).
Si vous disposez d'ouvrages ou d'articles de référence ou si vous connaissez des sites web de qualité traitant du thème abordé ici, merci de compléter l'article en donnant les références utiles à sa vérifiabilité et en les liant à la section « Notes et références ».
 (janvier 2025).
La 808e compagnie de transmissions (808e CT) était une unité militaire de l'Armée de terre française.
En 2025, elle devient la 2e compagnie du régiment de cyberdéfense.

## Historique
La 808eme CT est l'héritière du GCR (Groupement des Contrôles Radioélectriques), l’une des compagnies de guerre électronique créée et active durant la Seconde Guerre mondiale[source insuffisante]. Elle fut créée le 1er juillet 1943.
Le régiment de cyberdéfense est créé le 1er janvier 2025 et intègre la 808e compagnie de transmissions qui devient sa 2e compagnie.